# Bernardo I di Scheyern
Bernardo I di Scheyern, chiamato anche Pernhart, Pernhard, Bernhardus, Berenhard o Perenhardi (... – Scheyern, 2 marzo 1104), fu conte di Scheyern, fondatore dell'abbazia di Fischbachau e Vogt di Frisinga, Tegernsee e Weihenstephan.

## Biografia

### Origini
Bernardo I di Scheyern era figlio di Ottone I di Scheyern e Haziga di Dießen e fratello di Eccardo I di Scheyern, Ottone II di Scheyern e Arnoldo I di Scheyern.
Alcune fonti lo danno come figlio del primo matrimonio di Ottone I di Scheyern con una sorella del conte Meginardo di Reichersbeuern.

### Atti
Divenne monaco benedettino nel monastero di Fischbachau, fondato da sua madre, dai suoi fratelli e da lui stesso. Intorno al 1075 al 1090 circa fu Vogt di Frisinga.
Fu poi per breve tempo priore del monastero di Tegernsee e dal 1095 fino alla sua morte fu Vogt di Weihenstephan.
Dal 1096 fu conte di Scheyern. Dopo la morte di sua madre nel 1104, votò per il trasferimento del monastero di Fischbachau a Petersberg e ne fu cofondatore.
Alcune fonti riportano che egli abbia partecipato a un pellegrinaggio in Terra Santa come i suoi fratelli del 1101, ma ciò sembra sia improbabile.

## Famiglia e figli
Alcune fonti lo indicano come celibe e senza figli, mentre altre riferiscono che era sposato con Liutgarda di Württemberg, sorella di un certo Corrado di Württemberg.